# Trochosa pseudofurva
Trochosa pseudofurva är en spindelart som först beskrevs av Embrik Strand 1906.  Trochosa pseudofurva ingår i släktet Trochosa och familjen vargspindlar.
Artens utbredningsområde är Kamerun. Inga underarter finns listade i Catalogue of Life.